# Оллівуд
Оллівуд (ଓଡ଼ିଆ ସିନେମା) — це неформальна назва кіноіндустрії індійського штату Одіша. Фільми знімаються мовою орія. Більшість кіностудій розташовано у міста Каттак (колишній столиці Одіши). Низка студій є в столиці штату Бхуданешвар. Особливістю фільмів є наповненість, а іноді переповненість піснями (а також музикою й танцями). На 2017 рік створено приблизно 800 фільмів.

## Історія

### Британський період
Створення перших фільмів в Оріссі (з 2011 року — Одіша) почалося ще у 1930-х роках. Стосовно виходу німого кіно відсутні відомості. У 1936 році знято перше звукове кіно мовою орія — «Зіта Бабаха» (режисер Мохан Сундар Дев Госвамі). Це 2-годинний фільм виклав значний інтерес у оріямовного глядача. Втім, після цього випуск стрічок припинився, що було пов'язано з відсутністю спонсорів та інших зацікавлених інвесторів. Водночас в Оріссі було відсутнє виробництво власної кіноплівки й разом з тим відчувалася потужна конкуренція з боку Бенгальського кінематографу.

### 1947-1990-ті роки
Ситуація не поліпшилася, коли Індія здобула незалежність. Оскільки уряд штату не приділяв кіновиробництву значної уваги, протягом 1947—1951 років було знято лише 2 фільми. У 1951 році вийшов перший фільм на орія з англійською назвою «Сувої восьми» режисера Патіканта Патхі. основні теми були традиційні індуїстські міфи.
Після цього поступово виробництво на Оллівуді почало набирати оберти. У 1960 році фільм «Шрі Локенат» режисера Прталлит Сенгупти здобув Національну премію за найкращий художній фільм мовою орія, яку було започатковано того ж року.
Втім початок справжнього піднесення Оллівуду асоціюють з діяльністю Мохаммеда Мохсіна, що поєднав традиції культури орія з технічними новаціями кінематографа. Відомим став з фільму «Пул Чандан», здобув премію найкращого режисера Національної кінопремії Індії.
У 1967 році фільм «Матіра Маніша» режисера Мрінала Сена здобув Срібний лотус на найкращий оріямовний фільм Національної кінопремії Індії. У 1968 році започатковано Кінопремію штату Орісса, яку вперше було вручено у 1973 році режисеру Аміті Мітрі за найкращий фільм «Адіна Мегха».
Починаючи зі стрічки «Мамата Маге Мула» режисера Амія Ранджана Патнака, в Оллівуді починають знімати великобюджетні фільми, що стає новою течією в цього кінематографі. У 1974 році уряд штату Орісса ухвалив рішення розвивати кіноіндустрію як окрему галузь. В розвиток цього у 1976 році утворено Одіша Філм Девелопмент Корпорейшн у м. Каттак. Це сприяло появі новий студій та кінокомпаній. Того ж року Субімал Маллік знімає перший кольоровий фільм «Гапа ґеле бі сата». Проте протягом 1970-х років кількість фільмів була порівняно невеликою — 8-10 щороку.
1980—1990-ті роки характеризуються появою режисерів авангардистів та новаторів, насамперед Сагір Ахмед, Діліп Патнаік, Сусант Місра, Сантош Гоур, Самбіт Моханті. У 1985 році фільм «Хакім Бабу» (режисер Амія Ранджан Патнак) здобув Національну кінопремію. Після цього на Оллівуду знімають успішні фільми «Пуа Мора Кала Тхакура», «Чака Аахі Сабу Дехучі», «Асучі Мо Каліа Суна». В цей період з'являється численні плеяда акторів та актрис, що уславили Оллівуд. Специфіка орія-фільмів, де значну частину складають пісні призвела до появи співаків, що беруть участь у зйомках стрічок, зокрема Акшайя Моханті, Крішта Беура, Шаан, Сону Нігам та ін.
У 1990-ті роки новою тенденцією стають зйомки тримовних фільмів (орія, бенгалі, бангладеші), серед яких найбільш значущими були «Раджа Рані», «Парадеші Бабу», «Парімахал». У створенні них також брав участь Амія Ранджан Патнак. У 1995 році фільм «Індра Дханура Чхай» (Тінь веселки) режисера Джугала Дебти був єдиним індійським фільмом, представленим на Каннському фестивалі у номінації, також він завоював Гран-прі Сочинського міжнародного кінофестивалю (Росія). Кінострічка цього ж режисера — «Бісва Пракеш» (Молоді бунтівники) — у 2000 році здобула Національну премію за найкращий художній фільм мовою орія.

## Сучасність
З 2000 року кількість фільмів мовою орія постійно зростає: в середньому щорічно виходить 16 фільмів, найбільше виготовлялося кінострічок у 2010—2013 роках — більше 20 щорічно. Актори та режисери Оллівуду здобули загальноіндійську славу. Разом з тим демонстрація фільмів відбувається переважно в кінотеатрах штату Одіша та сусідніх штатах.

## Кінокомпанії
- Сваті студія
- Калінга студія Пріват Лімітед
- Калінга-Прасад Лабс
- Дайнамік студія

## Відомі актори
- Уттам Моханті
- Біджая Моханті
- Апараджіта Моханті
- Анубхаб Моханті
- Міхір Дас
- Прасанта Нанда
- Бхануматі Деві